# Gare du Champ de courses d’Enghien
Gare du Champ de courses d'Enghien vasútállomás Franciaországban, Soisy-sous-Montmorency településen.

## Vasútvonalak
Az állomást az alábbi vasútvonalak érintik:
- Saint-Denis–Dieppe-vasútvonal

## Kapcsolódó állomások
A vasútállomáshoz az alábbi állomások vannak a legközelebb:
- Gare d’Ermont - Eaubonne (Gare de Pontoise, Gare de Persan - Beaumont, Transilien H)
- Gare d’Enghien-les-Bains (Paris Gare du Nord, Transilien H)